# Fallen Hero
Fallen Hero is de 22e aflevering van de serie Star Trek: Enterprise van 97 in totaal. 

## Verloop van de aflevering in hoofdlijnen
De bemanning van de USS Enterprise krijgt de opdracht een Vulcaanse ambassadrice van de planeet Mazar op te halen en naar Vulcan te transporteren, omdat ze verdacht wordt van criminele activiteiten. Dit is erg opmerkelijk, omdat Vulcans zelden tot nooit crimineel blijken te zijn, zeker niet iemand van de statuur van de ambassadrice, genaamd V'Lar. Ze hebben een rendez-vous met het Vulcaanse schip Sh'Raan.
Als de Enterprise bezig is met het transport, worden ze aangevallen door schepen van Mazar. Als kapitein Jonathan Archer aan V'Lar vraagt waarom ze worden aangevallen, blijkt dat ze niet wordt verdacht van criminele activiteiten, maar dat dit slechts was bedacht, in de hoop haar veilig weg te kunnen halen van de planeet Mazar. Echter is het plan door corruptie uitgelekt naar personen die V'Lar tegen willen houden. Archer wil het schip daarop omkeren (hij vindt de missie te gevaarlijk voor zijn bemanning en wil meer bewijs), maar T'Pol haalt hem over dat niet te doen.
Als er opnieuw schepen van Mazar achter de Enterprise aanzitten, ontstaat een race om welk schip het snelste is. Uiteindelijk lukt het de Enterprise de snelheid van Warp 5 te halen, maar de andere schepen blijken sneller. Ze beschadigen de Enterprise en enteren het schip. Daar wordt ze wijsgemaakt dat V'Lar gewond is geraakt en in een medische scanruimte ligt. Ze schieten de scan kapot, ervan uitgaande dat V'Lar daarbij omkomt. Echter blijkt dat zij zich helemaal niet in de kamer bevond en dat de Sh'Raan te hulp was geschoten tegen de schepen uit Mazar. Verlagen moeten ze vertrekken, waarna de corruptie waarschijnlijk bekend zal worden.

## Acteurs

### Hoofdrollen
- Scott Bakula als kapitein Jonathan Archer
- John Billingsley als dokter Phlox
- Jolene Blalock als overste T'Pol
- Dominic Keating als luitenant Malcolm Reed
- Anthony Montgomery als vaandrig Travis Mayweather
- Linda Park als vaandrig Hoshi Sato
- Connor Trinneer als overste Charles "Trip" Tucker III

### Gastacteurs
- Vaughn Armstrong als Maxwell Forrest
- John Rubinstein als Mazaritaanse kapitein

#### Speciale gastacteur
- Fionnula Flanagan als V'Lar

### Bijrollen

#### Bijrollen die in de aftiteling vermeld zijn
- J. Michael Flynn als Mazarite
- Dennis Howard als Vulcaanse kapitein

#### Bijrollen die niet in de aftiteling vermeld zijn
- Adam Anello als een bemanningslid van de Enterprise
- Jef Ayres als bemanningslid Haynem
- Glen Hambly als een bemanningslid van de Enterprise
- Dieter Hornemann als bemanningslid van de Sh'Raan
- John Jurgens als een bemanningslid van de Enterprise
- Martin Ko als een bemanningslid van de Enterprise
- Bobby Pappas als een bemanningslid van de Enterprise
- John Richards als een Mazaraanse bewaker
- Adam Segen als een Mazaraanse bewaker
- Thelma Tyrell als een bemanningslid van de Enterprise (alleen in een verwijderde scène)
- Cynthia Uhrich als een bemanningslid van de Enterprise
- Walter Warner als bemanningslid van de Sh'Raan
- Mark Watson als een bemanningslid van de Enterprise
- Gary Weeks als een bemanningslid van de Enterprise
- Todd Wieland als een bemanningslid van de Enterprise
- Prada als Porthos